# Tubing

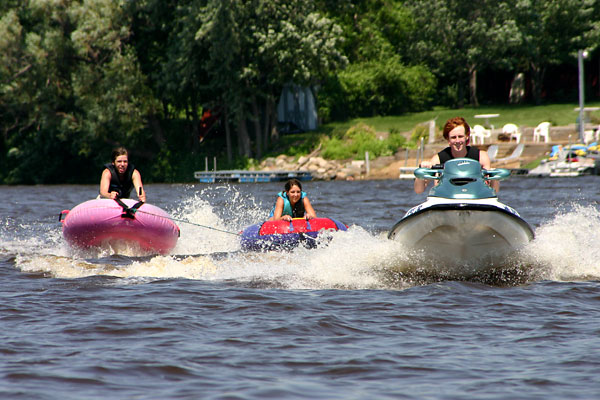
Tubing

Tubing is een sport die vooral op het water wordt beoefend. Dit kan zowel op rivieren, meren, als op zee. Bij tubing maakt men gebruik van een plastic binnenband die men achter een boot of jetski hangt. Het doel is om zo lang mogelijk op de band te blijven zitten terwijl deze met hoge snelheid wordt voortgetrokken.

## Gevaren van de sport
Door de soms enorme snelheden die door het vaartuig dat de band trekt gehaald worden, kan de band in de lucht gaan. Op zich is dit niet gevaarlijk, zolang men niet hoger dan 1,8 tot 3 m gaat. Hoger vliegen dan 3 m wordt beter gepresenteerd door professionals, want er bestaat altijd het risico dat men van de band valt.

## Tubinglocaties
- Paznaun, Tirol, Oostenrijk
- Jordaan, Israël
- Appel, Wisconsin, VS
- Styx, Alabama, VS
- Salt River, Arizona, VS
- Guadalupe (rivier in Texas), VS

## Variaties
Tubing kan ook worden uitgevoerd in de sneeuw, bijvoorbeeld achter een sneeuwscooter.
Een andere variant die langzaam populariteit wint is kitetubing, tubing achter een vlieger gelijk aan bijvoorbeeld kitesurfen.